# Pascal Donati
Pascal Donati (* 11. Dezember 1962) ist ein Schweizer Basketballtrainer.

## Werdegang
Donati spielte ab 1976 Basketball beim CVJM Birsfelden, 1980 begann er bei dem Verein des Weiteren Tätigkeiten als Schiedsrichter und 1981 als Trainer (zunächst als Assistent von Charles McCormick). Von 1983 bis 1988 leitete Donati als Schiedsrichter Spiele in der Nationalliga A (NLA).
Nachdem er ab 1981 durchgehend als Jugendtrainer beim CVJM Birsfelden tätig gewesen war und die U21-Mannschaft des Vereins 1993 zum zweiten Platz in der Schweizer Meisterschaft dieser Altersklasse geführt hatte, betreute er zunächst 1993/94 die Herrenmannschaft des Vereins. Im Folgespieljahr war Donati wieder Jugendtrainer, ab 1995 dann erneut Herrentrainer in Birsfelden. 1997 gelang ihm mit dem CVJM-Herren der Aufstieg in die zweithöchste Spielklasse des Landes, Nationalliga B. Zusätzlich war er weiterhin im Nachwuchsbereich beschäftigt, mit der männlichen U15 des Vereins gewann er 1998 die Schweizer Jugendmeisterschaft. Zweite Plätze erreichte Donati 2003 mit der männlichen U19 sowie 2004 mit der männlichen U17 Birsfeldens jeweils bei der Schweizer Meisterschaft.
Er war Mitgründer der Starwings Basket Regio Basel, die 2002 durch eine Zusammenarbeit zwischen dem CVJM Birsfelden und dem BC Arlesheim gebildet wurden. Donati übernahm 2004 das Traineramt bei den Starwings, die das Spieljahr 2004/05 auf dem zweiten Tabellenplatz in der Nationalliga B abschlossen, damit den Aufstieg in die Nationalliga A, die höchste Spielklasse des Landes, schafften. 2005 wurde Donati als Birsfelder des Jahres und 2007 als Baselbieter Sportler des Jahres ausgezeichnet. Das beste Ergebnis seiner bis 2009 bei den Starwings andauernden Amtszeit als Cheftrainer war in den Hauptrunden der Spieljahre 2006/07 und 2007/08 der dritte Platz in der Nationalliga A sowie in der NLA-Meisterrunde 2007/08 das Halbfinale. Im Schweizer Pokalwettbewerb führte Donati die Mannschaft 2005/06, 2006/07, 2007/08 unter die besten Vier, im Ligapokal erreichte er mit Basel 2007/08 das Endspiel. Nach seinem Ausscheiden als Cheftrainer 2009 betreute er die U23-Mannschaft des Vereins. Von Anfang Dezember 2018 bis zum Ende des Spieljahres 2018/19 übernahm er erneut das Traineramt bei den Starwings in der Nationalliga A.
Donati wurde im November 2020 Vorsitzender der Starwings Basket Regio Basel, nachdem er der Vereinsführung zuvor seit 2009 als stellvertretender Vorsitzender angehört hatte. Er war des Weiteren Trainer im Jugendbereich, war in die Zusammenstellung der Mannschaft für die Nationalliga A eingebunden sowie Medienverantwortlicher und Kommentator bei den Übertragungen den Heimspiele der Baselbieter.
Er wurde Trainer der U18-Mannschaft bei Basel Basket United, einer Vereinigung der Vereine BC Arlesheim, BC Bären Kleinbasel, Liestal Basket und Starwings. 2023 gab Donati das Amt des Vereinsvorsitzenden der Starwings Basket Regio Basel ab und trat das Traineramt bei den BC Bären Kleinbasel in der Nationalliga B an. Kleinbasel führte er in der Saison 2024/25 zum Meistertitel in der Nationalliga B. Zur Saison 2025/26 kehrte er zu den Starwings Basket Regio Basel zurück und wurde dort erneut Cheftrainer.